# Isra și Mi'raj
Isra și  Mi'raj (arabă:الإسراء والمعراج, al-’Isrā’ wal-Mi‘rāj; turcă: Miraç Kandili) sunt cele două părți ale călătoriei nocturne a profetului Muhammad, care au avut loc în noaptea de 27 Recep în cel de-al doisprezecelea an după revelație și cu 12-18 luni înainte de Hegira. Lailat al Mi'raj (arabă: لیلة المعراج, Lailätu 'l-Mi'rāğ), cunoscut de asemenea, sub numele de Shab-e-Mi'raj (persană: شب معراج, SAB-e Mi'raj) în Iran, Pakistan, India și Bangladesh, precum și Mi'raj Kandili în Turcia, este o sărbătoare religioasă care celebrează Isra și Mi'raj. Musulmanii postesc în timpul zilei de 27 Regep și îndeplinesc fapte bune, iar seara se adună în moschei și îndeplinesc salat și du’a.
În limba arabă Isra înseamnă ‘călătorie nocturnă’ și semnifică călătoria efectuată de profetul Muhammad, în timpul nopții, de la Medina la Ierusalim,  iar Miraj înseamnă înălțare (cf. uruc,"scară") și reprezintă înălțarea lui Muhammad la cele șapte ceruri și discuția pe care a purtat-o cu Allah.
Călătoria nocturnă  a fost "darul de alinare" pe care Allah i l-a făcut lui Muhammad, după moartea unchiului și protectorului său, Abu Talib, si moartea soției sale dragi Khadija, dar și după dificultățile întâmpinate în călătoria sa la Ta‘if.
Relatări cu privire la această călătorie sunt în Coran și în hadith-urile profetului.  În Coran se 
vorbește pe scurt și enigmatic despre acest eveniment, în Sura Al-‘Isra și Nacm dar în cărțile de 
hadith ale lui Bukhari și Muslim găsim informații vaste despre acest eveniment miraculos.
Allah Preaînaltul spune în Coranul cel Sfânt: Mărire Celui care l-a dus pe robul Său în timpul 
unei nopți de la Moscheea Al-Haram la Moscheea Al-Aqsa, a cărei împrejurime am 
binecuvântat-o, ca să-i arătăm din semnele Noastre. El este cu adevărat Cel care Aude Totul și 
Cel care Vede Totul!” (Coran, Sura Al-‘Isra, 17:1).
„Aceasta este o dezvăluire ce i-a fost dezvăluită./ I-a făcut-o cunoscut-ă cel tare la putere, / cel
cu iscusință, ce s-a așezat. / pe orizontul cel mai înalt / apoi s-a apropiat stând aninat / El era la 
o depărtare  de două aruncături de suliță / și atunci i-a dezvăluit robului său cee ace i-a 
dezvăluit / Inima nu a socotit amăgire cee ace el a văzut. / Vă îndoiți de ceea ce El a văzut? / El 
l-a văzut încă o dată, / lângă Lotusul de la capăt / unde se află grădina lăcașului / atunci când 
lotusul era învăluit de cee ace era învăluit. / Privirea sa nu s-a abătut și nici nu a fost stingherită 
” (Coran, Sura Al-Najm, 52:4-18).